# Camí de la Riera (Granera)
El Camí de la Riera és una pista rural del terme municipal de Granera, a la comarca del Moianès.

El Camí de la Riera, respecte de Granera

El camí arrenca de la carretera BV-1245 just 100 metres abans d'arribar al seu punt final, al costat de la capella de Santa Cecília, on hi ha la Creu de la Santa Missió, a llevant d'aquest lloc. Surt cap a l'est, després cap al sud-est, i després d'un parell de giragonses molt tancades, mena a la masia de la Riera en 750 metres de recorregut.